# Los Ricos También Lloran
Los Ricos También Lloran (no Brasil: Os Ricos Também Choram) é uma telenovela mexicana produzida por Valentín Pimstein para a Televisa e exibida pelo Las Estrellas entre 9 de abril de 1979 a 21 de março de 1980.
A história é de Inés Rodena, foi adaptada por Valeria Philips, María Zarattini e Carlos Romero e dirigida por Rafael Banquells.
A trama foi protagonizada por Verónica Castro e Rogelio Guerra e antagonizada por Rocío Banquells, Yolanda Mérida, Miguel Palmer (substituido por Fernando Luján), Flor Procuna e Marina Dorell.
O Professor Girafales do seriado El Chavo del Ocho menciona a novela no episódio "Os Hóspedes de Seu Barriga" exibido no ano de estreia. Também é mencionada na telenovela «Maria do Bairro», que é um remake desta.

## História
A história é centrada na vida de Mariana Villarica (Verónica Castro) uma jovem de rancho que cresce como uma selvagem. Quando seu pai morre decide ir à capital, onde é ajudada pelo milionário Don Alberto Santesteban (Augusto Benedico). Este a leva a sua mansão (contra a vontade de sua esposa) onde Mariana será educada e melhorará seus modos.
Luis Alberto (Rogelio Guerra), filho de Don Alberto considerado pelo mesmo um jovem caprichoso e irresponsável, trata de conquistar Mariana tratando de apaixoná-la e ao final termina apaixonado por ela estando comprometido com sua odiosa prima Esther (Rocio Banquells). Muitas coisas passarão até que Mariana possa ser feliz com o amor de sua vida, Luis Alberto. A história segue com muitas intrigas, sofrimentos e desgraças.

## Elenco
- Verónica Castro … Mariana Villarreal
- Rogelio Guerra … Luis Alberto Santesteban
- Rocío Banquells … Esther Izaguirre de Santesteban
- Christian Bach … Joanna
- Rafael Banquells … Padre Adrián
- Augusto Benedico -… Alberto Santesteban
- Guillermo Capetillo … Alberto "Beto" López / Alberto "Beto" Santesteban Villarreal
- Ada Carrasco … Felipa
- Estela Chacón … Virginia
- Aurora Clavell … Mama Yole
- Edith González … María Isabel Santesteban Villarreal
- Alicia Rodríguez … Elena de Santesteban (#1)
- Marilu Elizaga … Elena de Santesteban (#2)
- Yolanda Mérida … Ramona
- Ricardo Cortés … Juan Manuel
- Marina Dorell … Sara
- Arturo Lorca … Jaime
- Magda Haller … Dona Rosario
- Robertha … Roberta
- Columba Domínguez … María (#1)
- Maricruz Najera … María (#2)
- Connie de la Mora … Patricia
- Manuel Guízar … Dr. Francisco Gómez Ocampos
- Flor Procuna … Irma
- Miguel Palmer … Diego Ávila (#1)
- Fernando Luján … Diego Ávila (#2)
- Carlos Fernández … Carlos
- Edgar Wald
- Carlos Cámara … Fernando
- Fernando Mendoza … Don Leonardo Villarreal
- José Elías Moreno … Pascual 'Pato'
- Maleni Morales
- Leonardo Daniel … Leonardo Mendizabal
- Leticia Perdigón … Lili
- Socorro Bonilla … Gabriela Jimenez
- Victoria Vera … Victoria La Tormentosa
- Antonio Bravo … Luis De la Parra
- Miguel Angel Negrete … Maximo
- Federico Falcón … Dr. López
- Humberto Cabañas … Humberto
- María Rebeca … Marisabel (criança)
- Armando Alcázar … Beto (criança)
- Socorro Avelar … Morena
- Gaston Tuset … Dr. Suárez
- Oscar Bonfiglio … Sebastián
- Teo Tapia … Dr. Joaquín Herrera
- Luis Bayardo
- Aurora Medina … Teresa
- Fernando Borges … Eduardo Sagredo
- Lina Michel … Collette
- Carlos Pouillot … Federico Mendisabal
- Javier Marc … Licenciado Gonzáles
- Patricia Myers
- Roberto Ballesteros … Camareiro

## Produção
Emilio Azcárraga Milmo, presidente da Televisa na época, ofereceu ao produtor Valentín Pimstein que as gravações da adaptação da história de Inés Rodena fossem feitas em Miami.. O título provisório da novela era Perdí mi baby (Perdi meu Bebê). A trama seria então produzida nos estúdios da Televisa no México e o nome oficial da novela ficou Los ricos tambien lloran, recebendo uma avalanche de críticas dos jornalistas mexicanos. María Zarattini foi convidada e anunciada para escrever a adaptação, mas não aprovou a ideia de esticar o enredo para manter a obra mais tempo no ar. Com isso, ela pediu demissão e Pimstein convocou Carlos Romero, que juntou o argumento original com uma história criada por ele na Venezuela, garantindo maiores conflitos na trama. Após resolver a situação do roteiro, a Televisa precisava resolver uma pendência judicial com os atores. A Associação Nacional de Atores proibiu que os artistas gravassem a novela até resolver a situação trabalhista que havia virado alvo de briga no México naquele ano. Sem acordo, Valentín decidiu substituir três dos atores do elenco que havia sido escolhido. A novela estreou no horário das seis no México, mas com ótima audiência, logo a Televisa inverteu os horários e encaixou a trama no horário nobre, faixa das nove. Com tamanho sucesso, a produção ganhou versões pelo mundo todo, assim como garantiu exibição em outros países da América Latina, Ásia, África do Sul, Oceania e Europa

## Transmissão
No México
Estreou em 9 de abril de 1979 pelo Las Estrellas às 18h30, mas em 30 de julho foi promovida para às 21h30, após a novela Yara ser rebaixada para o horário das 19h.
Foi reprisada de 10 de janeiro de 1987 a 29 de julho de 1989, em 134 capítulos, somente aos sábados às 23h.
No Brasil
A trama foi exibida pelo SBT, entre 5 de abril de 1982 e 22 de janeiro de 1983, em 249 capítulos, às 19h45, sendo substituída por Cristina Bazán. Foi a primeira telenovela mexicana a ser exibida pelo SBT, e também a primeira a ser exibida no Brasil, sendo a de maior audiência na história da televisão brasileira com média de 19.67 pontos no Ibope, ao lado de A Usurpadora e Simplesmente Maria. A estrela Verónica Castro esteve no Brasil na época e participou de diversas atrações do SBT, como Show de Calouros, Viva a Noite e jurada do Miss Brasil 1982. Quando foi entrevistada por Hebe Camargo, explicou por que a trama não tinha cenas picantes: “temos uma censura muito forte. Não nos deixam cenas de sexo, de drogas, mais fortes. Nós fazemos novelas mais clássicas, que são para família, para todo público. E acredito que todo trabalho, principalmente latino-americano, não precisa mostrar abertamente as coisas. Nós podemos sugerir e o público compreende”... Nos anos seguintes, outras novelas com a atriz foram exibidas pela emissora: O Direito de Nascer, em 1983, e Rosa Selvagem, em 1991, esta também com muito sucesso.
Foi reprisada pela primeira vez entre 4 de julho a 9 de dezembro de 1983, às 13h00 em 115 capítulos, e sendo substituída por Desprezo, sendo um grande sucesso.
Foi reprisada pela segunda vez entre 10 de setembro de 1984 a 1 de março de 1985, às 16h00 em 123 capítulos, e sendo substituída por Meus Filhos, Minha Vida, não tendo uma audiência muito boa.
Foi reprisada pela TV Corcovado no Rio de Janeiro em meados de 1988 ao 12h30.

## Trilha Sonora

### Nacional
1. Não está sozinho quem tem Deus do lado — Gilliard
2. Natureza — Rossini
3. Saudades — Fruto da Terra
4. Novo Encanto — Marcelo Gastaldi
5. Pedágio — Moacir Franco
6. Caminhos Iguais — Carlinhos Borba Gato
7. Gota Mágica — Mário Lúcio
8. Nossa Casinha — Amado Batista
9. Minha Canção — Gilberto Santamaria
10. Viração — Jessé
11. Dá pra Perdoar — Antônio Marcos
12. Coisas do Coração — Paulinho Tapajós
13. Camélias — Malcolm Forest
14. Sombras — Sarah Regina

### Internacional
1. We Love You — Gengis Khan
2. Eternal Love — Patrick Dimon
3. Forget me Nots — Patrice Rushen
4. He Won't You Play — Sammy Davis Jr.
5. M'innamoro di Te — Ricchi i Poveri
6. The Model — Brainstorm
7. Heaven — Terry Winter
8. Some Folks — Street Boys
9. I Love You — Kim
10. Love is a Many Splendored Thing — Honeymoon
11. Tú y Yo — Manolo Otero
12. Sweet France — Bruno Carezza
13. Abracadabra — Witch
14. Dear Someone — Don Elliott

## Versões
- A primeira parte de Los ricos también lloran é baseada na radionovela homônima, enquanto a segunda parte é construída em cima do texto de Cuando se regala un hijo, ambas originais de Inés Rodena.
- Em 1995, a Televisa estreou uma nova versão, tanto de Raquel como de Los ricos también lloran, chamada María la del Barrio, protagonizada por Thalía, Fernando Colunga e Itatí Cantoral. Foi produzida por Angelli Nesma Medina.
- Em 2005, estreou pelo SBT a versão brasileira chamada Os Ricos também Choram, protagonizada por Márcio Kieling e Thaís Fersoza.
- Em 2006, a Telemundo fez a sua própria versão, chamada Marina, com Sandra Echeverría e Mauricio Ochmann, que foi substituído depois por Manolo Cardona.
- Quando a telenovela foi transmitida na Argentina, foi obrigada a se chamar Mariana , já que a ditadura militar considerou seu título original provocativo.
- Em 2021 a trama ganhou uma nova versão exibida pela Televisa, nessa nova versão Claudia Martín e Sebastián Rulli foram os protagonista [2].